# Strahlstock

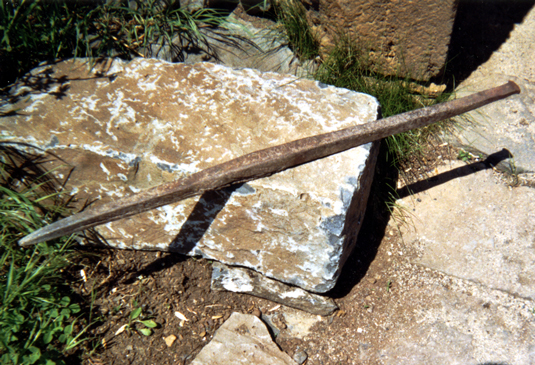
Ein Strahlstock

Der Strahlstock ist das Hauptwerkzeug des Strahlers.

## Beschreibung
In der Regel ist der Strahlstock aus einem Achtkant-Eisen geschmiedet, wobei mindestens die Enden gehärtet sind. Die ursprüngliche Form (auch Bündner Strahlstock genannt) ist oben rechtwinklig umgebogen mit einem flachmeißelartigen Ende, wogegen das untere Ende in der Regel wie ein Spitzmeißel gefertigt ist. Dieses Werkzeug dient bei der Mineraliensuche insbesondere als Hebeisen und Brechstange, um Fels abzubauen und Kristallklüfte (engl. pocket) zu öffnen.
Daneben wird der Strahlstock je nach Typ auch eingesetzt als verlängerter Meißel, Hacke, verlängerter Arm, Grübler, Gehhilfe usw.
Der ursprüngliche Bündner-Strahlstock wurde weiterentwickelt und heute finden sich verschiedene Typen und Formen. Im Englischen spricht man von pry bar, wobei der Strahlstock-Typ Münsinger nach John Sinkankas auch pocket robber genannt wird. Die leicht abgewinkelten Enden erlauben beim Einsatz als Hebeisen eine günstigere Hebelwirkung zu erreichen. Nebst den erwähnten Strahlstock-Typen gibt es auch zusammensetzbare Strahlstöcke, wobei zwei Enden in ein rohrartiges Mittelteil gesteckt und verschraubt werden.